# Knodus geryi
Knodus geryi és una espècie de peix de la família dels caràcids i de l'ordre dels caraciformes.

## Morfologia
- Els mascles poden assolir 6,5 cm de llargària total.
- Nombre de vèrtebres: 38-39.[4]

## Alimentació
Menja matèria vegetal i insectes.

## Hàbitat
Viu en zones de clima tropical.

## Distribució geogràfica
Es troba a Sud-amèrica: conca del riu Paraguai al Brasil.